# Llista de comtats d'Arizona

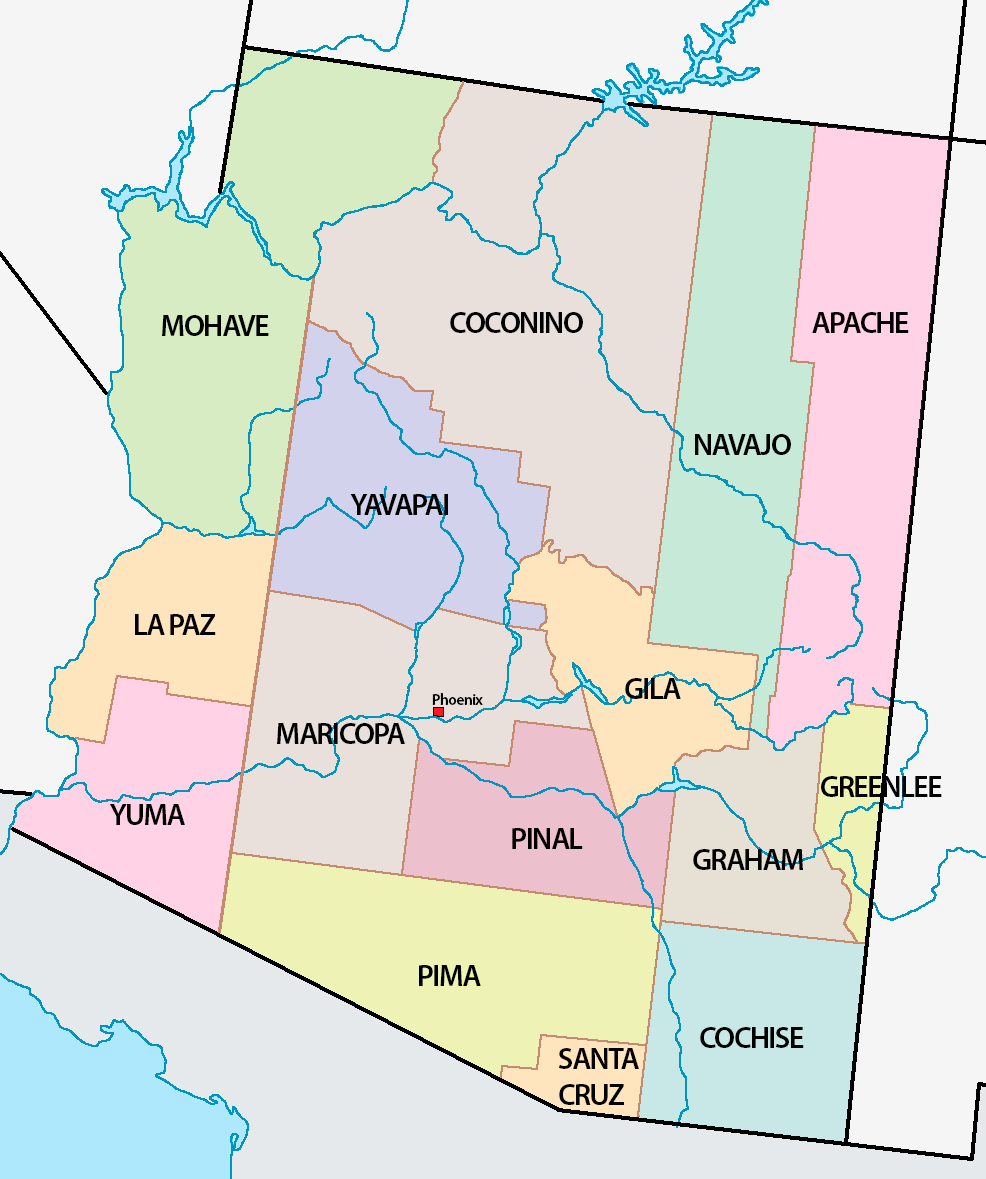
Mapa dels comtats d'Arizona.

L'estat nord-americà d'Arizona, als Estats Units d'Amèrica, s'organitza en 15 comtats. Quatre d'aquests comtats (Mohave, Pima, Yavapai i Yuma) es van crear el 1864 després de l'organització del Territori d'Arizona el 1862. L'ara desaparegut comtat de Pah-Ute es va escindir del comtat de Mohave el 1865, però s'hi va tornar a integrar el 1871. Tots menys el comtat de La Paz es van crear abans que Arizona fos admès com a estat dins la Unió el 1912. El comtat de La Paz es va establir el 1983 després de molts anys de pressionar per l'escissió del comtat de Yuma.
Vuit dels quinze comtats d'Arizona porten el nom de diversos pobles indígenes d'Amèrica que resideixen a diferents parts del que ara és l'estat actual, i un altre (el comtat de Cochise) rep el nom d'un líder nadiu. Altres quatre comtats (Gila, Santa Cruz, Pinal i Graham) reben el nom de les característiques geogràfiques del paisatge d'Arizona: el riu Gila, el riu Santa Cruz, Pinal Peak i el mont Graham, respectivament. Un altre comtat, el de La Paz, rep el nom d'un antic assentament, mentre que l'últim comtat, el de Greenlee, rep el nom d'un dels primers colons en assentar-se a l'estat.
Segons les lleis d'Arizona, un comtat no es pot formar ni dividir per iniciativa del mateix comtat tret que cada comtat proposat compleixi un seguit de característiques que s'estableixen Cal formar una comissió per avaluar la viabilitat del nou comtat proposat. I finalment una proposta per dividir un comtat ha de ser aprovada per la majoria dels vots emesos a cadascun dels nous comtats proposats.
L'abreviació postal d'Arizona és AZ i el seu codi FIPS d'estat és 40.

## Propostes de nous comtats
- Comtat de Butte: el 1897, James C. Goodwin, amb el suport de Charles T. Hayden, va presentar un projecte de llei a la Legislatura Territorial per dividir el comtat de Maricopa en dos, amb la ciutat de Tempe com a seu del nou comtat.[10] També hi va haver més propostes, presentades el 1900 i el 1913, per dividir el comtat de Maricopa, amb Mesa com a seu del nou comtat.[11]
- Comtat de Sierra Bonita: proposat a la 13a Legislatura Territorial d'Arizona el 1885, amb la ciutat de Willcox proposada com a seu del comtat. La proposta no va tirar endavant per un sol vot.[12]

## Comtats actuals
| Nom del comtat | Seu del comtat | Data de creació | Origen                                     | Etimologia del nom | Població (2024) | Superfície | Mapa                 |
| -------------- | -------------- | --------------- | ------------------------------------------ | --- | --------------- | ---------- | -------------------- |
| Apache         | St. Johns      | 1879            | A partir del comtat de Yavapai.            | Pel poble apatxe. | 64.800          | 29.054 km² | Comtat d'Apache      |
| Cochise        | Bisbee         | 1881            | A partir del comtat de Pima.               | Per Cochise, un cap de la banda Chokonen dels apatxes chiricahua. El nom és una anglicització de K'uu-ch'ish "roure". | 125.773         | 16.107 km² | Comtat de Cochise    |
| Coconino       | Flagstaff      | 1891            | A partir del comtat de Yavapai.            | Per l'antiga designació dels pobles havasupais, hualapais i/o yavapais, derivada de l'exònim hopi Kohonino.           | 145.161         | 48.332 km² | Comtat de Coconino   |
| Gila           | Globe          | 1881            | A partir dels comtats de Maricopa i Pinal. | Pel riu Gila, afluent del Colorado. Possiblement de l'apatxe occidental dzil "muntanya", a través del castellà xila.  | 54.073          | 12.422 km² | Comtat de Gila       |
| Graham         | Safford        | 1881            | A partir dels comtats d'Apache i Pima.     | Pel Mount Graham, que alhora rep el nom per l'enginyer topogràfic James Duncan Graham.                                | 40.242          | 12.020 km² | Comtat de Graham     |
| Greenlee       | Clifton        | 1909            | A partir del comtat de Graham.             | Per Mason Greenlee.                                                                                                   | 9.410           | 4.786 km²  | Comtat de Greenlee   |
| La Paz         | Parker         | 1983            | A partir del comtat de Yuma.               | Per La Paz, una ciutat minera de curta durada a la frontera occidental de l'actual comtat.                            | 16.992          | 11.689 km² | Comtat de La Paz     |
| Maricopa       | Phoenix        | 1871            | A partir dels comtats de Pima i Yavapai.   | Pel poble maricopa.                                                                                                   | 4.673.096       | 23.890 km² | Comtat de Maricopa   |
| Mohave         | Kingman        | 1864            | -                                          | Pel poble mohave. | 226.479         | 34.887 km² | Comtat de Mohave     |
| Navajo         | Holbrook       | 1895            | A partir del comtat d'Apache.              | Pel poble navaho. | 109.516         | 25.794 km² | Comtat de Navajo     |
| Pima           | Tucson         | 1864            | -                                          | Pel poble pima | 1.080.149       | 23.799 km² | Comtat de Pima       |
| Pinal          | Florence       | 1875            | A partir dels comtats de Maricopa i Pima.  | Per Pinal Peak, pic més alt de les munyanes Pinal.                                                                    | 513.862         | 13.919 km² | Comtat de Pinal      |
| Santa Cruz     | Nogales        | 1899            | A partir dels comtats de Cochise i Pima.   | Pel riu Santa Cruz, afluent del riu Gila.                                                                             | 50.508          | 3.206 km²  | Comtat de Santa Cruz |
| Yavapai        | Prescott       | 1864            | -                                          | Pel poble yavapai | 252.013         | 21.051 km² | Comtat de Yavapai    |
| Yuma           | Yuma           | 1864            | -                                          | Per l'antiga designació "yuma" del poble quecha.                                                                      | 220.310         | 14.294 km² | Comtat de Yuma       |

## Comtats eliminats
- Comtat de Pah-Ute, territori d'Arizona (1865–1871), ara part del comtat de Clark a Nevada i del comtat de Mohave.